# Lionel Barrymore
Lionel Herbert Blythe Barrymore (Filadélfia, Pensilvânia, 28 de abril de 1878 - Van Nuys, Califórnia, 15 de novembro de 1954), mais conhecido como Lionel Barrymore, foi um ator de cinema e teatro dos Estados Unidos.
Destacou-se como ator no teatro, no rádio e no cinema, onde atuou em muitos filmes, entre eles o clássico It's a Wonderful Life (A felicidade não se compra) de 1946.

## Biografia

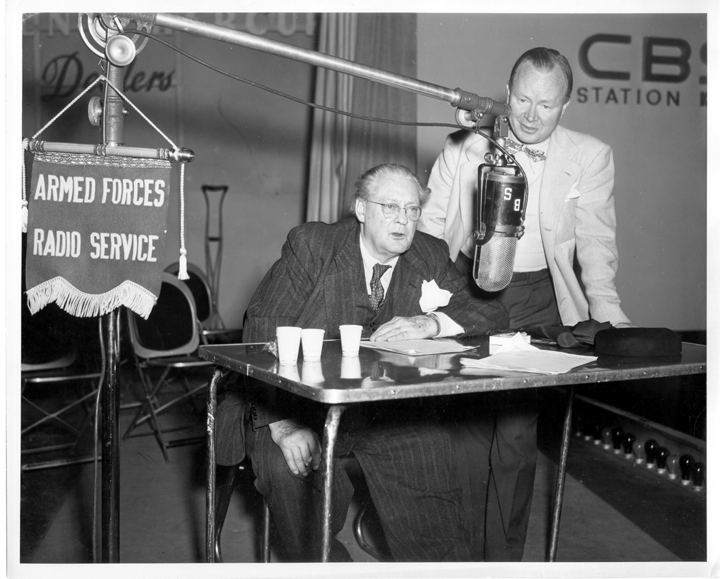
Lionel Barrymore (1947)

Irmão mais velho de Ethel Barrymore e John Barrymore, Lionel além de atuar pintava, compunha e escrevia. Estreou no teatro ainda criança, viajando em companhias de vaudeville, e aos 25 anos foi estudar arte em Paris, durante dois anos.
No cinema, estreou em curta-metragens de D. W. Griffith. Nas séries da Metro, Dr. Kildare, foi o Dr. Gillespie; foi também o juiz Hardy na série Andy and Hardy, posteriormente substituído por Lewis Stone.
Em 1936 fraturou a bacia e o joelho, passando a andar de muletas e depois em cadeira de rodas, mas não interompeu sua carreira, trabalhando até sua morte, em 16 de novembro de 1954.
Atuou em cerca de 250 filmes, a grande maioria mudos. Deixou um livro de memórias: We Barrymores, lançado em 1951. É tio-avô da atriz Drew Barrymore.
Sepultado no Calvary Cemetery (Los Angeles).

## Filmografia

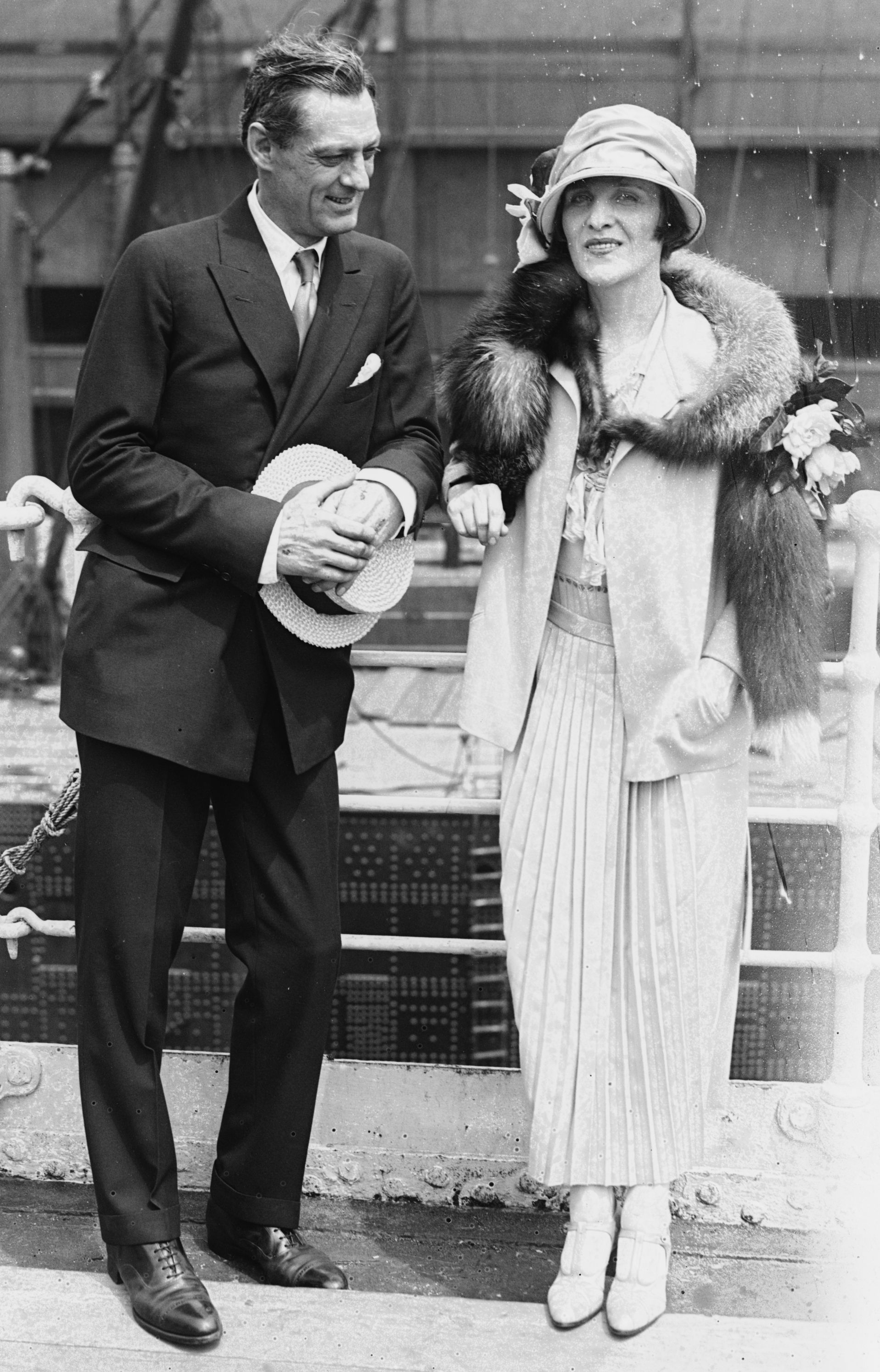
Lionel com sua segunda esposa Irene Fenwick, em 1923.

- Our Mr. Sun (1956) (TV) (voz) (não-creditado) (não-confirmado)
- Main Street to Broadway ("A Rua Encantada") (1953) – último filme.
- Lone Star (1952)
- Bannerline (1951)
- Right Cross (1950)
- Malaya (1949)
- Down to the Sea in Ships (1949)
- Key Largo ("Paixões em Fúria", ou "Fúria de Paixões") (1948)
- Dark Delusion (1947)
- Duel in the Sun ("Duelo ao Sol") (1946)
- The Secret Heart (1946)
- It's a Wonderful Life ("A Felicidade Não se Compra") (1946)
- Three Wise Fools (1946)
- The Valley of Decision (1945)
- Between Two Women (1945)
- Dragon Seed (1944) (não-creditado) - Narrador
- Since You Went Away ("Desde Que Partiste") (1944)
- Three Men in White (1944)
- A Guy Named Joe (1943)
- The Last Will and Testament of Tom Smith (1943)
- Dr. Gillespie's Criminal Case (1943)
- Tennessee Johnson (1942)
- Dr. Gillespie's New Assistant (1942)
- Calling Dr. Gillespie (1942)
- Dr. Kildare's Victory (1942)
- Lady Be Good ("Se Você Fosse Sincera") (1941)
- Dr. Kildare's Wedding Day (1941)
- The People vs. Dr. Kildare (1941)
- The Bad Man (1941)
- The Penalty (1941)
- Dr. Kildare's Crisis (1940)
- Dr. Kildare Goes Home (1940)
- Dr. Kildare's Strange Case (1940)
- The Stars Look Down (1940) (não-creditado) - Narrador
- The Secret of Dr. Kildare (1939)
- On Borrowed Time (1939)
- Calling Dr. Kildare (1939)
- Let Freedom Ring (1939)
- Young Dr. Kildare (1938)
- You Can't Take It With You ("Do Mundo Nada se Leva") (1938)
- Test Pilot (1938)
- A Yank at Oxford ("Um Yank em Oxford") (1938)
- Navy Blue and Gold (1937)
- Saratoga (1937)
- Captains Courageous ("Marujo Intrépido") (1937)
- A Family Affair (1937)
- Camille ("A Dama das Camélias") (1936)
- The Gorgeous Hussy (1936)
- The Devil-Doll (1936)
- The Road to Glory (1936)
- The Voice of Bugle Ann (1936)
- Ah, Wilderness! (1935)
- The Return of Peter Grimm (1935)
- Public Hero #1 (1935)
- Mark of the Vampire (1935)
- The Little Colonel (1935)
- The Personal History, Adventures, Experience, & Observation of David Copperfield the Younger ("David Copperfield") (1935)
- Treasure Island ("A Ilha do Tesouro") (1934)
- The Girl from Missouri (1934)
- Carolina (1934)
- This Side of Heaven (1934)
- Should Ladies Behave (1933)
- Christopher Bean (1933)
- Night Flight (1933)
- One Man's Journey (1933)
- Dinner at Eight (1933)
- The Stranger's Return (1933)
- Looking Forward (1933)
- Sweepings (1933)
- Rasputin and the Empress (1932)
- The Washington Masquerade (1932)
- Grand Hotel ("Grande Hotel") (1932)
- Arsène Lupin (1932)
- Broken Lullaby (1932)
- Mata Hari (1931)
- The Yellow Ticket (1931)
- Guilty Hands (1931)
- A Free Soul ("Uma Alma Livre") (1931)
- The Mysterious Island (1929)
- The River Woman (1928)
- West of Zanzibar (1928)
- Alias Jimmy Valentine (1928)
- Road House (1928)
- The Lion and the Mouse (1928)
- Drums of Love (1928)
- Sadie Thompson (1928)
- The Thirteenth Hour (1927)
- Body and Soul (1927)
- Women Love Diamonds (1927)
- The Show (1927)
- The Temptress (1926)
- The Bells (1926)
- The Lucky Lady (1926)
- Paris at Midnight (1926)
- Wife Tamers (1926)
- The Barrier (1926)
- Brooding Eyes (1926)
- Ben-Hur: A Tale of the Christ (1925) (não-creditado)
- Die Frau mit dem schlechten Ruf (1925)
- The Splendid Road (1925)
- Fifty-Fifty (1925)
- The Wrongdoers (1925)
- Children of the Whirlwind (1925)
- The Girl Who Wouldn't Work (1925)
- A Man of Iron (1925)
- I Am the Man (1924)
- Isn't Life Wonderful (1924)
- Meddling Women (1924)
- Decameron Nights (1924)
- America (1924)
- Wedding Women (1924)
- The Eternal City (1923)
- Unseeing Eyes (1923)
- Enemies of Women (1923)
- The Face in the Fog (1922)
- Boomerang Bill (1922)
- Jim the Penman (1921)
- The Great Adventure (1921)
- The Devil's Garden (1920)
- The Master Mind (1920)
- The Copperhead (1920)
- National Red Cross Pageant (1917)
- The Millionaire's Double (1917)
- His Father's Son (1917)
- The End of the Tour (1917)
- The Brand of Cowardice (1916)
- The Upheaval (1916)
- The Quitter (1916)
- Dorian's Divorce (1916)
- A Yellow Streak (1915)
- Dora Thorne (1915)
- The Flaming Sword (1915)
- The Romance of Elaine (1915)
- The Curious Conduct of Judge Legarde (1915)
- A Modern Magdalen (1915)
- Wildfire (1915)
- Under the Gaslight (1914)
- The Exploits of Elaine (1914)
- The Seats of the Mighty (1914)
- The Span of Life (1914)
- The Woman in Black (1914/I)
- The Power of the Press (1914)
- Men and Women (1914)
- Woman Against Woman (1914)
- Brute Force (1914)
- Strongheart (1914)
- Judith of Bethulia (1914) (Extra)
- The Massacre (1914)
- Her Father's Silent Partner (1914)
- Classmates (1914)
- The House of Discord (1913)
- The Battle at Elderbush Gulch (1913)
- All for Science (1913)
- So Runs the Way (1913) (não-confirmado)
- The Stolen Treaty (1913)
- The Strong Man's Burden (1913)
- The Crook and the Girl (1913)
- The Work Habit (1913)
- The Suffragette Minstrels (1913) (não-confirmado)
- An Indian's Loyalty (1913)
- I Was Meant for You (1913)
- Under the Shadow of the Law (1913)
- The Vengeance of Galora (1913) (não-confirmado)
- The Mirror (1913)
- The Enemy's Baby (1913)
- A Gamble with Death (1913)
- In Diplomatic Circles (1913)
- Almost a Wild Man (1913)
- The Switch Tower (1913)
- Death's Marathon (1913)
- The Well (1913)
- Red Hicks Defies the World (1913)
- A Timely Interception (1913)
- The Ranchero's Revenge (1913)
- Just Gold (1913)
- The Yaqui Cur (1913)
- The House of Darkness (1913)
- The Wanderer (1913/II)
- The Lady and the Mouse (1913)
- A Misunderstood Boy (1913)
- The Little Tease (1913)
- The Perfidy of Mary (1913)
- The Sheriff's Baby (1913)
- Fate (1913)
- Near to Earth (1913)
- The Unwelcome Guest (1913)
- A Girl's Stratagem (1913)
- The Wrong Bottle (1913)
- Love in an Apartment Hotel (1913)
- A Chance Deception (1913)
- Oil and Water (1913)
- The Tender Hearted Boy (1913)
- An Adventure in the Autumn Woods (1913)
- The Telephone Girl and the Lady (1913)
- Three Friends (1913)
- The God Within (1912)
- A Cry for Help (1912)
- The Burglar's Dilemma (1912)
- My Hero (1912)
- The New York Hat (1912)
- Brutality (1912)
- The Informer (1912)
- My Baby (1912)
- Gold and Glitter (1912)
- Heredity (1912)
- The Musketeers of Pig Alley (1912)
- The Painted Lady (1912)
- The One She Loved (1912)
- The Chief's Blanket (1912)
- So Near, Yet So Far (1912)
- Friends (1912)
- Home Folks (1912)
- The Miser's Heart (1911)
- The Battle (1911)
- Fighting Blood (1911)
- The Paris Hat (1908)

## Diretor
- Guilty Hands (1931) (não-creditado)
- Ten Cents a Dance (1931)
- The Sea Bat (1930) (não-creditado)
- The Rogue Song (br: "Amor de Zíngaro"; pt: "A Canção do Bandido") (1930)
- Redemption (1930) (retakes) (não-creditado)
- His Glorious Night (1929)
- The Unholy Night (1929)
- Madame X ("Madame X") (1929)
- Confession (1929)
- The Hollywood Revue of 1929 (1929) (1° assistente de direção) (não-creditado)
- Life's Whirlpool (1917)
- Chocolate Dynamite (1914)
- Just Boys (1914)
- No Place for Father (1913)
- Where's the Baby? (1913)
- His Secret (1913)

## Trilha sonora
- Dr. Kildare's Wedding Day (1941) ("Tableau Russe (Symphonic Suite)")
- The People vs. Dr. Kildare (1941) ("Hinky Dinky Parlay Voo (Mad'moiselle from Armentieres)" (1921))
- The Return of Peter Grimm (1935) ("What Shall the Wedding Breakfast Be?" (não-creditado))
- Treasure Island (1934) ("Yo Ho Ho and a Bottle of Rum" (não-creditado))

## Escritor
- Life's Whirlpool (1917) (cenário)
- The Vengeance of Galora (1913)
- The Tender Hearted Boy (1913)
- The Burglar's Dilemma (1912)

## Compositor
- Olympia (1930)
- His Glorious Night (1929)

## Premiações
- Indicação ao Oscar de direção em Madame X ("Madame X"), em 1928/29.
- Oscar de ator em "Uma Alma Livre", em 1930/31.